# 49a edició dels Premis Sant Jordi de Cinematografia
La gala de la 49a edició dels Premis Sant Jordi de Cinematografia va tenir lloc el 25 d'abril de 2005. Com en anys anteriors, un jurat presidit per Manuel Arranz i compost per diversos crítics i periodistes cinematogràfics de Barcelona va decidir mitjançant votació els qui eren els destinataris dels premis Sant Jordi que Ràdio Nacional d'Espanya-Ràdio 4 (RNE) concedeix anualment al cinema espanyol i estranger en els diferents apartats competitius i que en aquesta edició distingien a les pel·lícules estrenades al llarg de l'any 2004. Aquest sistema d'elecció fa que aquests guardons estiguin considerats com un reconeixement de la crítica barcelonina, i a més és un dels premis cinematogràfics més antics de Catalunya.
La gala es va celebrar al Palau de la Música Catalana. Fou presentada per Olga Viza i Daniel Domenjó i retransmesa per La 2.

## Premis Sant Jordi

### Premis competitius
| Categoria                              | Premiat            | Labor premiada                                |
| -------------------------------------- | ------------------ | --------------------------------------------- |
| Millor pel·lícula espanyola            | Mar adentro        | Pel·lícula                                    |
| Millor actor en pel·lícula espanyola   | Javier Bardem      | Mar adentro                                   |
| Millor actriu en pel·lícula espanyola  | Mabel Rivera       | Mar adentro                                   |
| Millor ópera prima                     | desert             | Pel·lícula                                    |
| Millor película estrangera             | 2046 Kill Bill     | Pel·lícula                                    |
| Millor actor en película estrangera    | Bill Murray        | Lost in Translation                           |
| Millor actriu en pel·lícula estrangera | Scarlett Johansson | Lost in Translation Girl with a Pearl Earring |

### Premis honorífics
| Categoria                           | Premiat                                                                       | Labor premiada              |
| ----------------------------------- | ----------------------------------------------------------------------------- | --------------------------- |
| Premi a la trajectòria professional | Manoel de Oliveira                                                            | Trajectòria cinematogràfica |
| Premi especial del Jurat            | Escola Superior de Cinema i Audiovisuals de Catalunya (ESCAC) Verónica Forqué |                             |

## Roses de Sant Jordi
Una vegada més es van lliurar les dues roses de Sant Jordi, premis concedits per votació popular entre els oïdors de Ràdio 4 seguidors del programa Va de cine de Conxita Casanovas, que recompensen a les que el públic considera millors pel·lícules nacional i estrangera.
| Categoria                    | Premiat       |
| ---------------------------- | ------------- |
| Millor pel·lícula espanyola  | Mar adentro   |
| Millor pel·lícula estrangera | Les choristes |